# رود کئیکته
رود کئیکته (انگلیسی: Keyikte) یک رودخانه در استان یاقوتستان کشور روسیه است.